# Pas Wenus

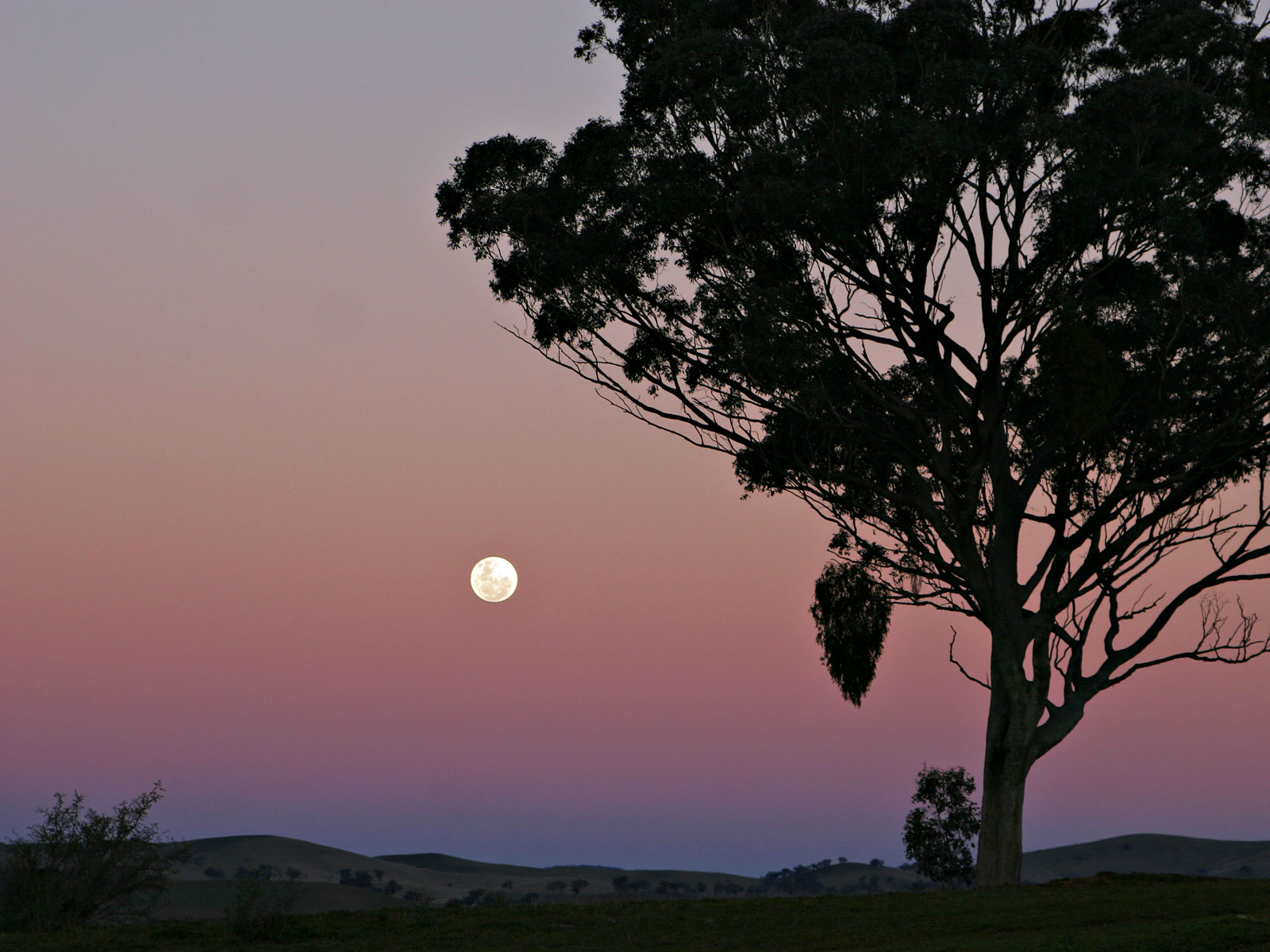
Wschód pełnego Księżyca na tle Pasa Wenus.

Pas Wenus (łac. Cingulum Veneris) – zjawisko atmosferyczne widoczne jako różowe (też lekko pomarańczowe lub fioletowe) pasmo tuż ponad ciemnoniebieskim pasem cienia Ziemi − w tej samej części nieba, co on (tj. po przeciwnej stronie nieba niż wschodzące lub zachodzące Słońce). Nie istnieje ostra granica oddzielająca cień Ziemi od Pasa Wenus; występuje ciągłe przejście z jednego koloru w drugi, tak jak ma to miejsce np. w tęczy. 
Pas Wenus pozostaje widoczny nawet po zachodzie Słońca i przed jego wschodem. Jest zupełnie innym zjawiskiem niż zorza wieczorna, która pojawia się w przeciwnej geometrycznie partii nieba.
Nazwa zjawiska pochodzi z epoki wiktoriańskiej i związana jest z rzymską boginią Wenus. Kojarzone jest ono z pasem, jaki bogini miłości zakłada co wieczór, aby ludzie nie mogli przyglądać się jej boskiej nagości.

## Kolor pasa
Pas powstaje w wyższej atmosferze oświetlonej przez odbicie światła wschodzącego lub zachodzącego Słońca, które jest czerwonawe.
Staje się takim ze względu na większą drogę przebywaną przez światło w atmosferze podczas wschodu lub zachodu Słońca − następuje efektywniejsze rozpraszanie światła o mniejszej długości fali (tj. bardziej niebieskiego).
Z punktu widzenia obserwatora czerwone światło bezpośrednio oświetla małe cząstki w niskiej atmosferze po przeciwnej stronie nieba, niż znajduje się Słońce; to światło jest rozpraszane wstecznie do obserwatora i dlatego Pas Wenus przyjmuje różowy odcień. 
Im niżej schodzi Słońce podczas zachodu, tym mniej wyraźnie odróżnia się cień Ziemi od Pasa Wenus, ponieważ zachodzące Słońce oświetla coraz cieńszą warstwę wyższej atmosfery. Dla obserwatora widoczna jest ona jako zwyczajne niebieskie niebo, którego barwa wynika z rozpraszania Rayleigha. Ostatecznie zarówno cień Ziemi, jak i Pas Wenus, zlewają się w ciemność nocnego nieba.